# Isla Amund Ringnes
La Isla Amund Ringnes es una de las Islas Sverdrup, pertenecientes al territorio autónomo de Nunavut, en Canadá.
Localizada entre los 78 y 79 grados de latitud]. Se encuentra al este de la Isla Ellef Ringnes, separadas por Hassel Sound; al oeste de Isla Axel Heiberg; al norte de Isla Cornwall: y al sur, algo más alejada, de Isla Meighen, de quien la separa el Canal de Peary. La isla posee un área de 5.255 km², convirtiéndola en la 111 mayor isla del mundo. 
La isla recibe su nombre en honor Amund Ringnes, uno de los financiadores de la expedición de Otto Sverdrup. La isla fue reclamada por Noruega desde 1902 hasta que desistió en 1930.  

## Enlaces externos

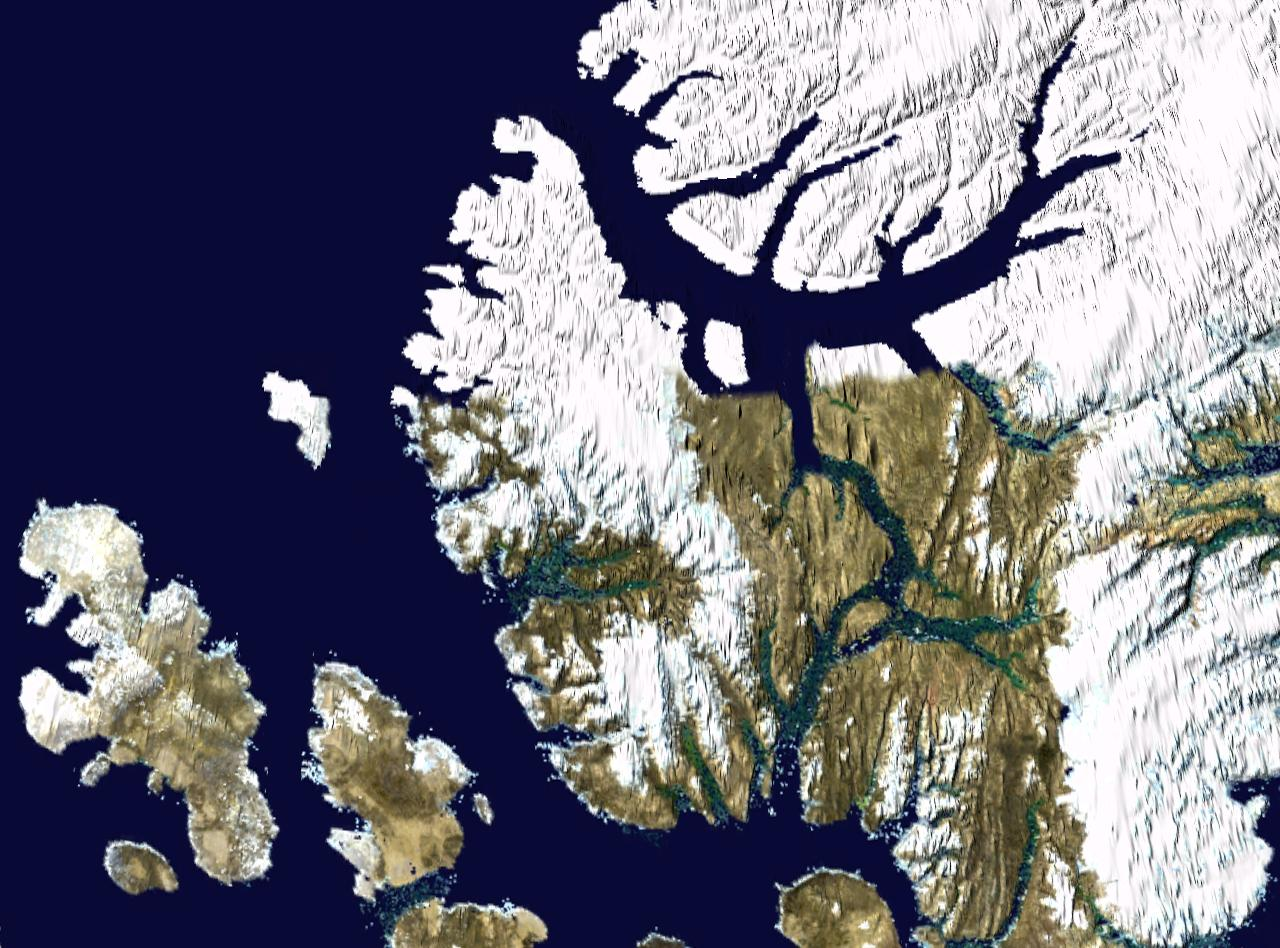
Vista de satélite.